# آربیتراژ (فیلم)
آربیتراژ (به انگلیسی: Arbitrage) یک فیلم درام محصول سال ۲۰۱۲ میلادی به کارگردانی نیکلاس یارکی است که ریچارد گی‌یر، سوزان ساراندون و تیم راث از بازیگران آن هستند.  فیلم‌برداری این فیلم از آوریل ۲۰۱۲ در نیویورک آغاز شد و در سپتامبر ۲۰۱۲ نیز پخش آن در سینماهای آمریکا آغاز شد.